# Cornus glabrata
Cornus glabrata — вид квіткових рослин із родини деренових (Cornaceae). Поширений у східній частині Сполучених Штатів. Це кущ до 3 метрів заввишки; листки волосисті; пелюстки кремові; кістянки сині, стаючи білуватими. Використовується як джерело матеріалів і декоративну рослину.

## Морфологічна характеристика
Це кущ до 3 метрів заввишки; кореневища відсутні. Стебла скупчені, гілки на краю колонії полягають або відстають і вкорінюються у вузлах, утворюючи великі зарості; кора сіра, лущиться, не пробкова, здається плетеною, розколюється вздовж. Гілочки коричневі, рожеві чи бордові, притиснуто-волосисті. Листкова ніжка 3–7 мм; листкова пластинка ланцетні, еліптичні чи зворотно-яйцеподібні, 3–5 × 1.5–2.5 см, верхівка різко загострена або закруглена, абаксіальна поверхня (низ) блідо-зелена, адаксіальна поверхня сіро-зелена, обидві поверхні з притиснутими волосками, рідкісними. Суцвіття 2.5–4.5 см у діаметрі. Квітки: гіпантій густо притиснуто-запушений; чашолистки 0.4–0.8 мм; пелюстки кремові, 3–5 мм. Кістянки сині, біліють на прямому сонці, кулясті чи майже так, 6–9 мм; кісточка куляста чи майже так, 4–6 мм, гладка, верхівка закруглена. 2n = 22.

## Середовище проживання
Захід США [Каліфорнія, Орегон]. Населяє береги струмків, узбіччя доріг, поля, луки; на висотах 50–1500 метрів.

## Використання
Рослину збирають із дикої природи для місцевого використання як джерело матеріалів для виготовлення кошиків; іноді вирощують як декоративну рослину.

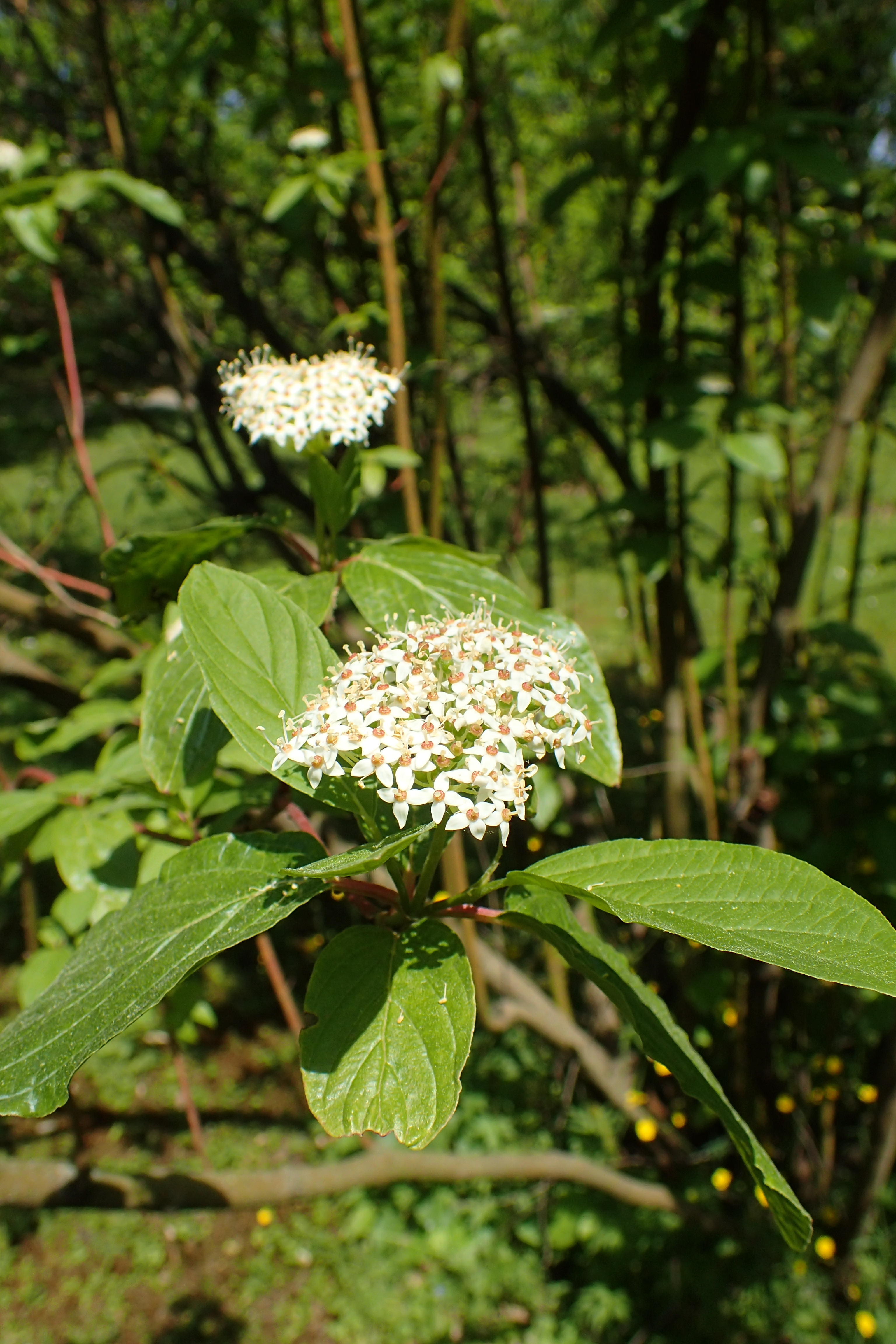
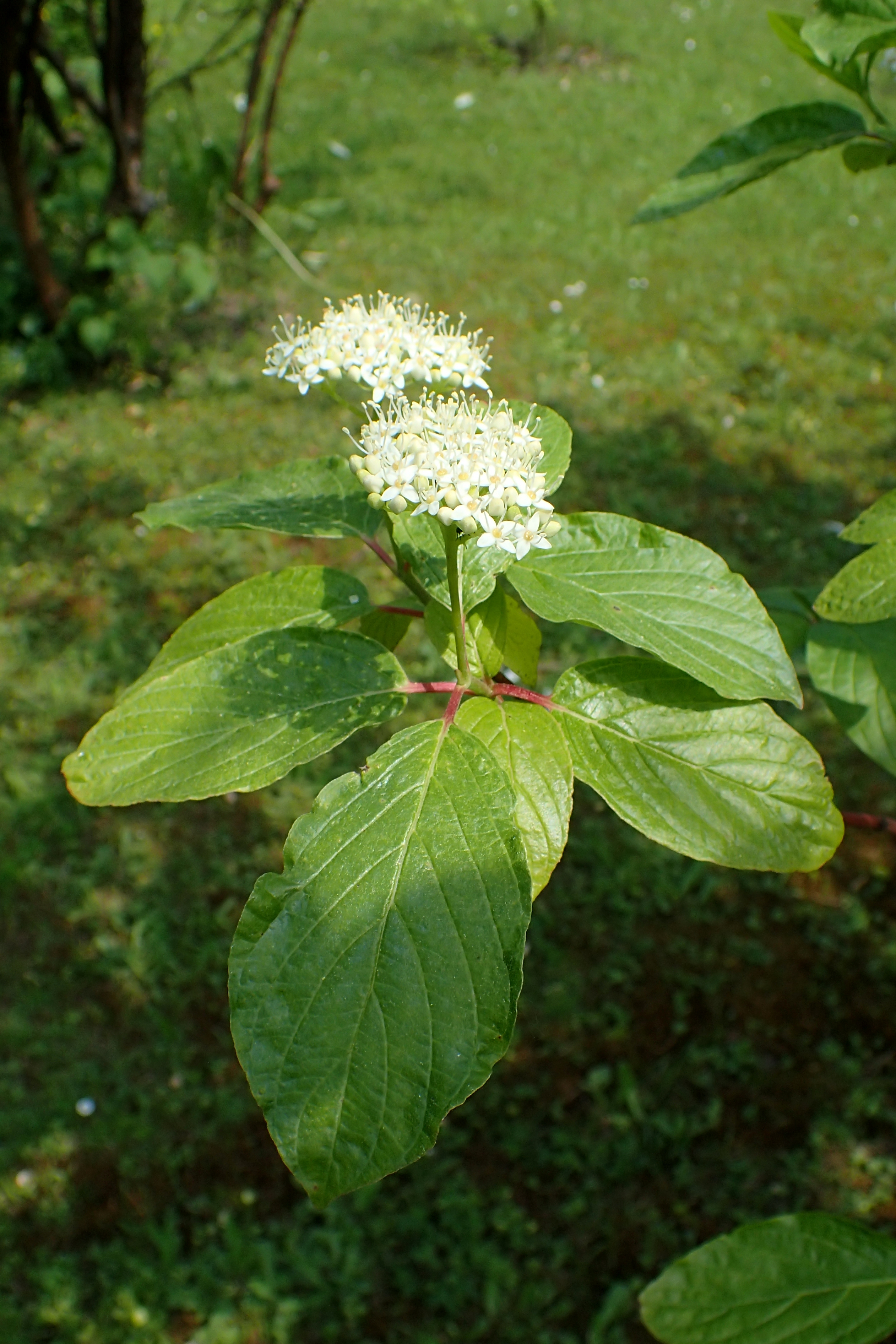